# Hus till salu
"Hus till salu" är en sång, en så kallad "skilsmässolåt", skriven av Peter LeMarc, och inspelad av Sven-Ingvars 1996 på albumet Lika ung som då.
Den blev en stor framgång på Svensktoppen, där den låg i sammanlagt elva veckor mellan 30 mars och 8 juni 1996, med en åttondeplats som högsta placering.

### Fotnoter
1. ↑  ”Mannen som gjorde Värmland till Sverige och Sverige till Värmland”. Svensk mediedatabas. 14 december 2013. Arkiverad från originalet den 20 augusti 2014. https://web.archive.org/web/20140820133140/http://nwt.se/mera/helg/anrell/article1445287.ece. Läst 19 augusti 2014.
2. ↑  ”Lika ung som då”. Svensk mediedatabas. 26 februari 1996. http://smdb.kb.se/catalog/id/001524642. Läst 19 augusti 2014.
3. ↑  ”Svensktoppen”. Sveriges Radio. 26 februari 1996. http://sverigesradio.se/Diverse/AppData/Isidor/files/2023/3492.txt. Läst 19 augusti 2014.